# Mount Unwin
Mount Unwin är ett berg i Kanada.   Det ligger i provinsen Alberta, i den centrala delen av landet, 3 100 km väster om huvudstaden Ottawa. Toppen på Mount Unwin är 3 280 meter över havet, eller 1 201 meter över den omgivande terrängen. Bredden vid basen är 16,9 km.
Terrängen runt Mount Unwin är kuperad åt sydväst, men åt nordost är den bergig.Trakten runt Mount Unwin är nära nog obefolkad, med mindre än två invånare per kvadratkilometer.. Det finns inga samhällen i närheten.
Trakten runt Mount Unwin består i huvudsak av gräsmarker.